# توبياس هيل
توبياس هيل (بالإنجليزية: Tobias Hill)‏ هو كاتب بريطاني، ولد في 30 مارس 1970.

## وصلات خارجية
- توبياس هيل على موقع ميوزك برينز (الإنجليزية)